# 부산영화촬영스튜디오
부산영화촬영스튜디오(영어: Busan Cinema Complex, Dureraum)는 부산광역시 해운대구 수영만 요트경기장에 위치하고 있으며 단일규모로로는 국내 최대시설의 영화전용 실내 스튜디오이다.

## 연혁
- 2001년 11월 A스튜디오 완공
- 2004년 2월 B스튜디오 완공

## 규모와 시설
A,B스튜디오 모두 최고의 방음, 흡임시설을 갖추고 있으며 각종 부대시설들이 잘 갖추어져있다.

### A스튜디오
27×31×7.5, 837m²의 규모로 방음커튼과 냉·난방시설, 급수시설과 블루스크린이 설치되어있다

### B스튜디오
세계최초로 지하3m를 파서 건설하였으며 천장의 빗방울 소리까지도 차단할 수 있는 완벽한 방음시설과 특수 고리장치, 조명기구들이 갖추어져 있다.
스튜디오의 크기는 58×29×10.5, 1,682m²이다.